# Пополокские языки
Пополокские языки (Popoloca) — диалектный континуум языков коренных народов Мексики пополоканской ветви ото-мангской языковой семьи, тесно связанные с масатекскими языками. На них говорят 25 000 человек в мексиканском штате Пуэбла, около муниципалитета Теуакан. Делятся на восточные и центральные/западные языки.

## Языки
Справочник Ethnologue различает семь разновидностей пополукского языка как похожих между собой. Однако, они делятся на 4 группы с 75% схожести или выше.
- Восточнопополокские языки
  - Южный (Ацинго-Мецонтла: Сан-Хуан, Лос-Рейес)
  - Северный (Темалакаюка-Тлалькоялько: Сан-Луис, Сан-Маркос)
- Центральнопополокские языки
  - Койотепекский
  - Западный (Ауатемпан-Отлальтепек: Санта-Инес, Сан-Фелипе)